# Zacha Faith-Ell
Zackarias (Zacha) Faith-Ell, född 27 november 1892 i Snöstorps socken, Hallands län, död 23 november 1969, var en svensk teckningslärare, läroboksförfattare och skulptör. 
Han var son till jordbrukaren Christoph Ell och Augusta Wold samt från 1925 gift med Siri Nyström (1891–1979). Efter teckningslärarexamen studerade Faith-Ell konst vid Konsthögskolan i Stockholm 1917–1918 samt under studieresor till England och Frankrike. Han medverkade i samlingsutställningar med Gävleborgs konstförening, Eskilstuna konstförening och Strängnäs konstförening. Bland hans offentliga arbeten märks oljetemperan Gustav II Adolf upprättar gymnasiet i Strängnäs placerad i Högre allmänna läroverket i Strängnäs 1935. Faith-Ell är begravd på Gamla kyrkogården i Strängnäs.